# Błeszno (województwo mazowieckie)
Błeszno – wieś sołecka w Polsce położona w województwie mazowieckim, w powiecie białobrzeskim, w gminie Radzanów.
| SIMC    | Nazwa     | Rodzaj    |
| ------- | --------- | --------- |
| 0634673 | Marianki  | część wsi |
| 0634680 | Radość    | część wsi |
| 0634696 | Wolszanka | część wsi |

Prywatna wieś szlachecka, położona była w drugiej połowie XVI wieku w powiecie radomskim województwa sandomierskiego. 
Wierni Kościoła rzymskokatolickiego należą do parafii św. Teresy z Ávili w Wyśmierzycach lub do Parafii św. Marcina z Tours w Radzanowie. 